# 利根川上流ダム群
利根川上流ダム群（とねがわじょうりゅうダムぐん）は、利根川水系上流部に建設されたダムのうち、東京都を始めとする首都圏へ上水道を供給することを目的の一つにしている9基の多目的ダム群の総称。

## 一覧
すべて国土交通省関東地方整備局あるいは独立行政法人水資源機構が管理している。以下の9ダムが包括されており、いずれも群馬県（下久保ダムは埼玉県、渡良瀬遊水地は大半が栃木県で、埼玉県にも跨る）に建設されている。

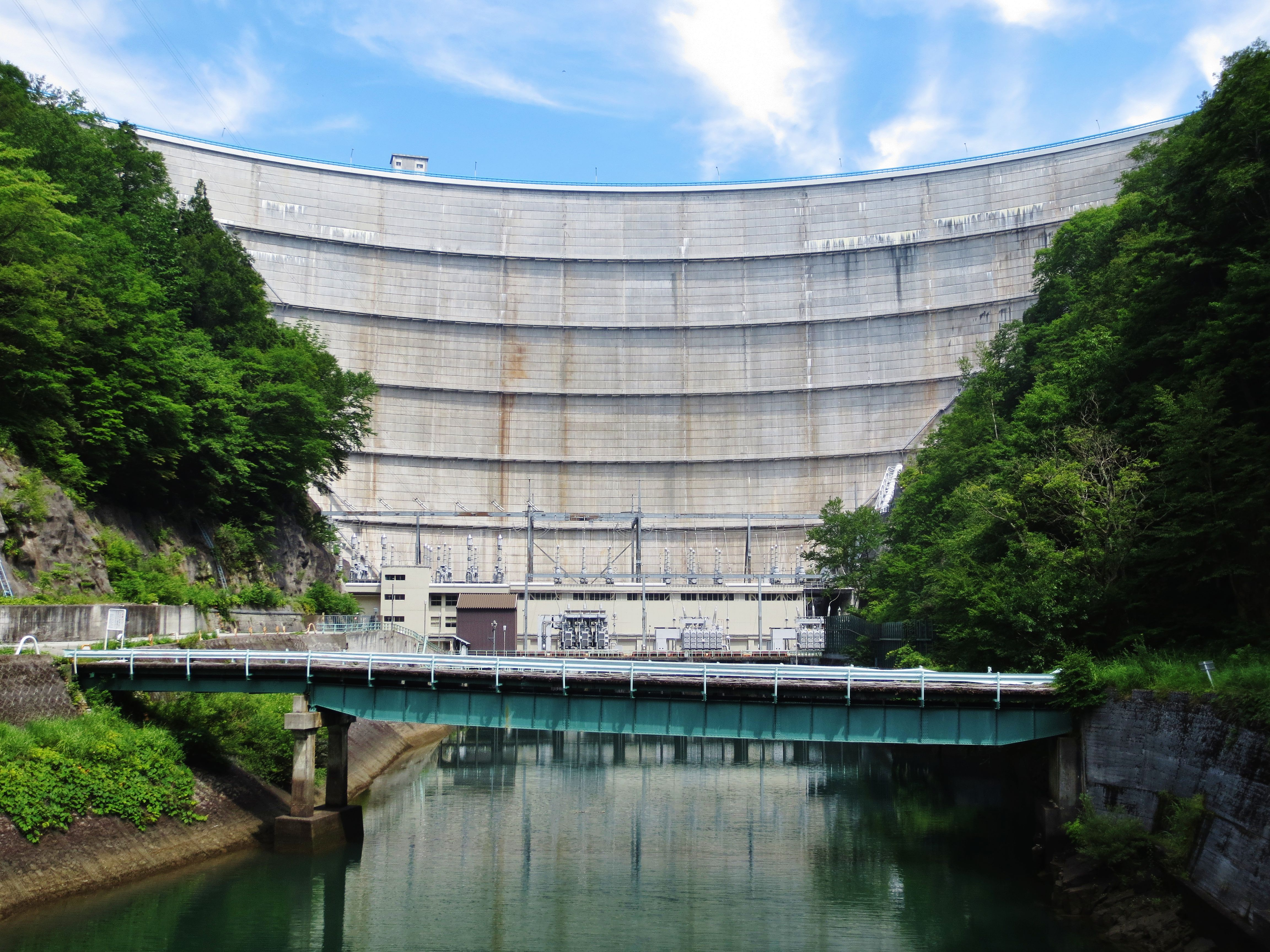
矢木沢ダム（利根川） 〔1967年・水資源機構〕
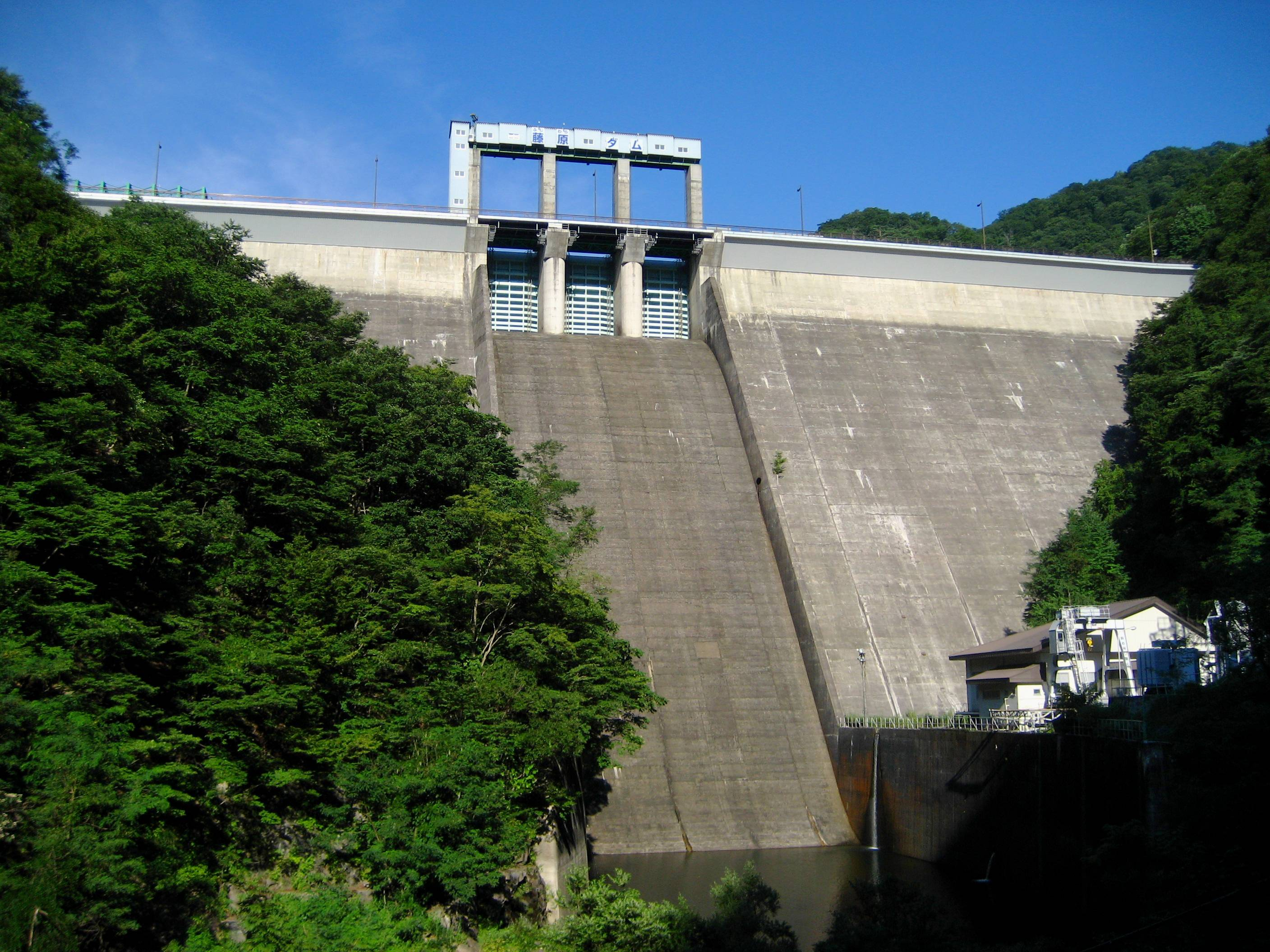
藤原ダム（利根川） 〔1957年・国土交通省〕
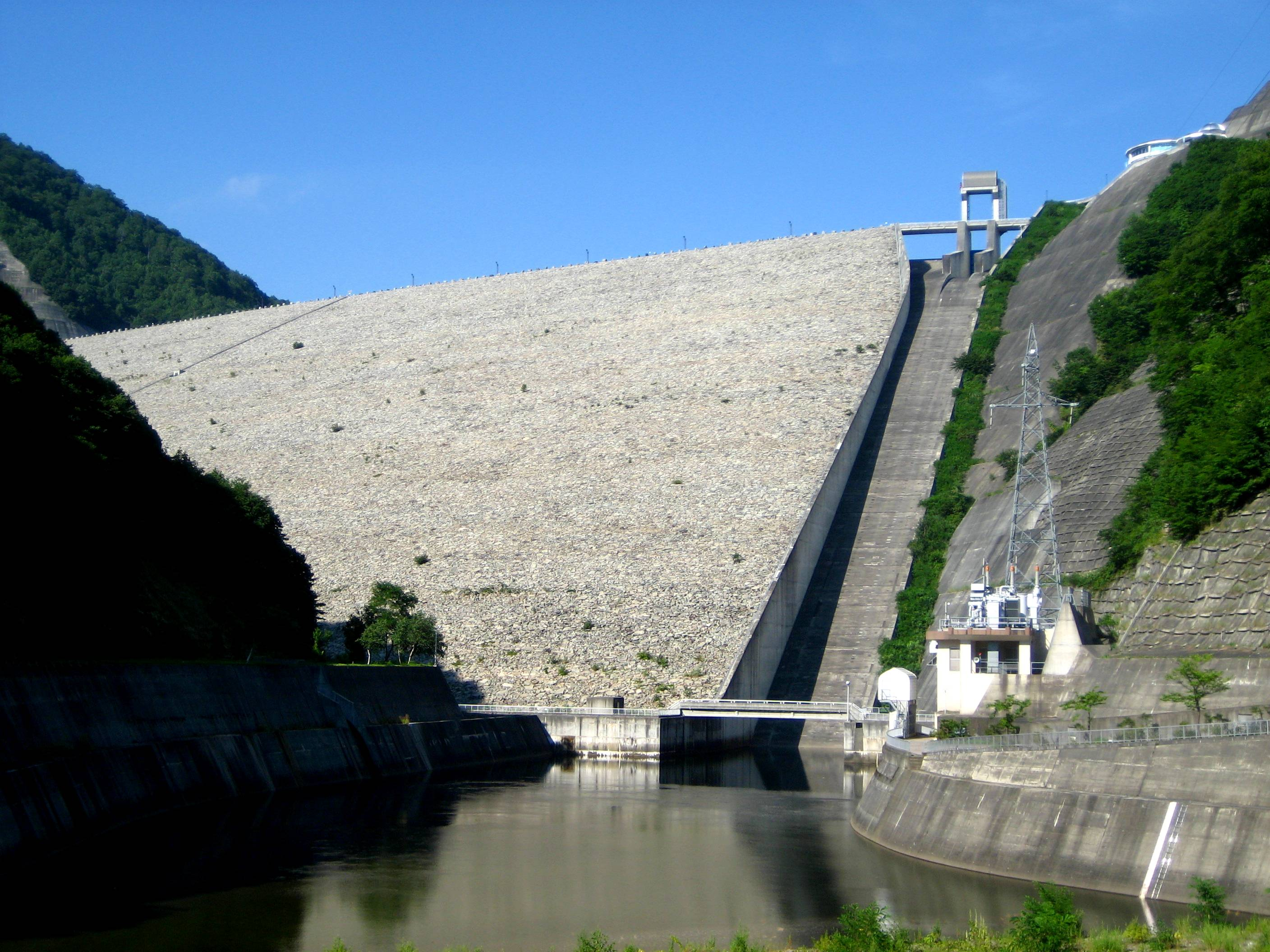
奈良俣ダム（楢俣川） 〔1990年・水資源機構〕
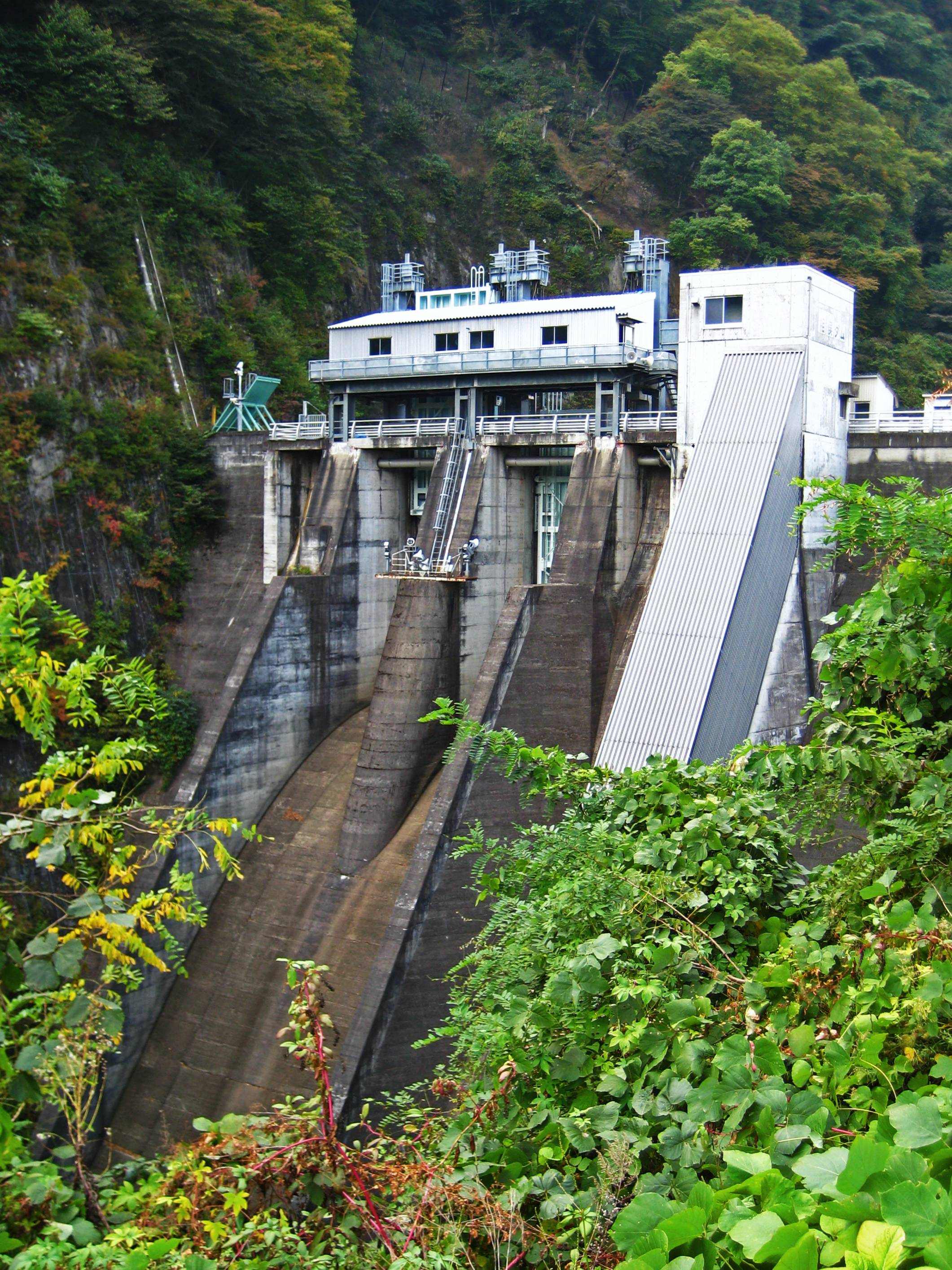
相俣ダム（赤谷川） 〔1959年・国土交通省〕
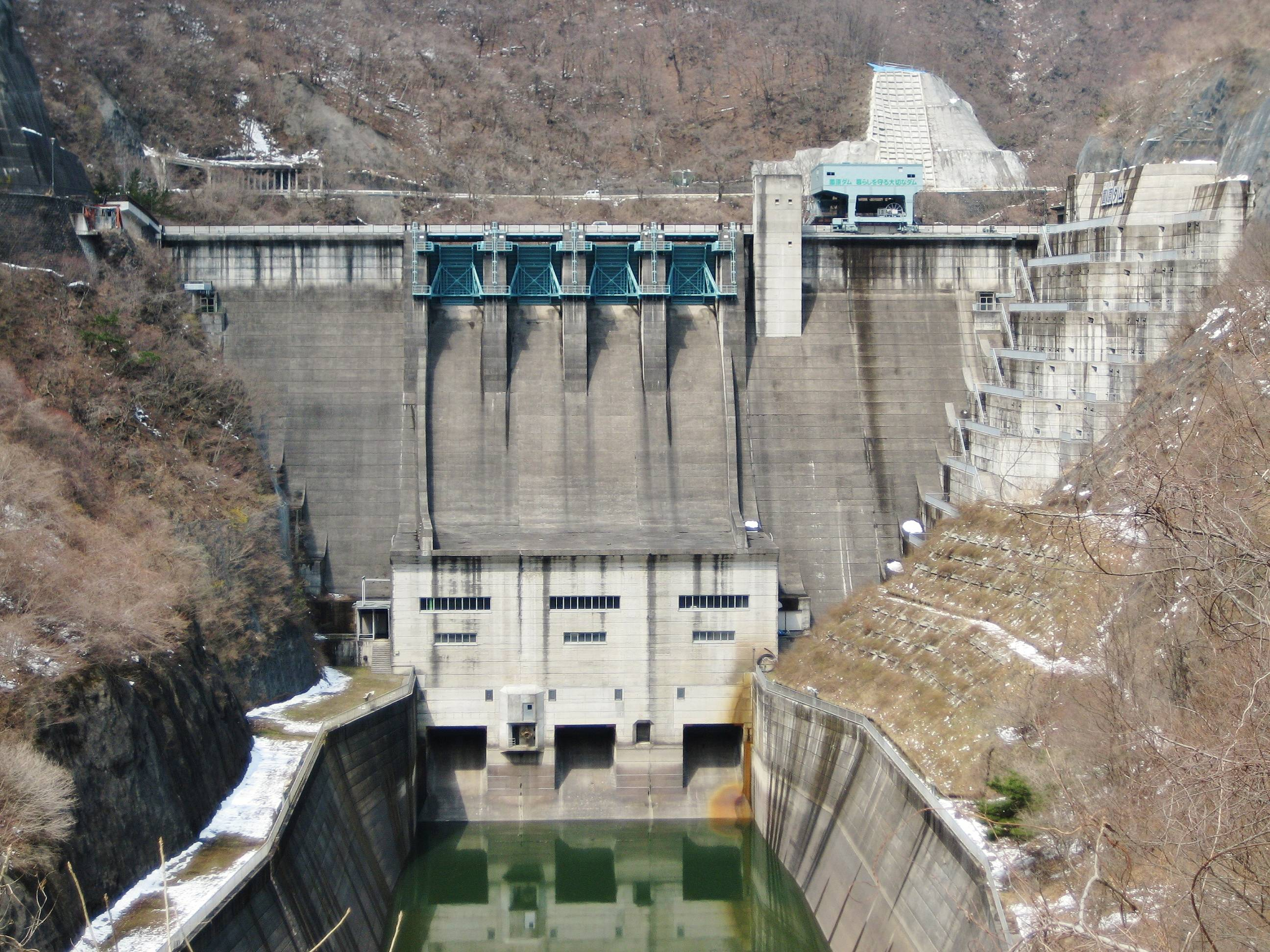
薗原ダム（片品川） 〔1965年・国土交通省〕
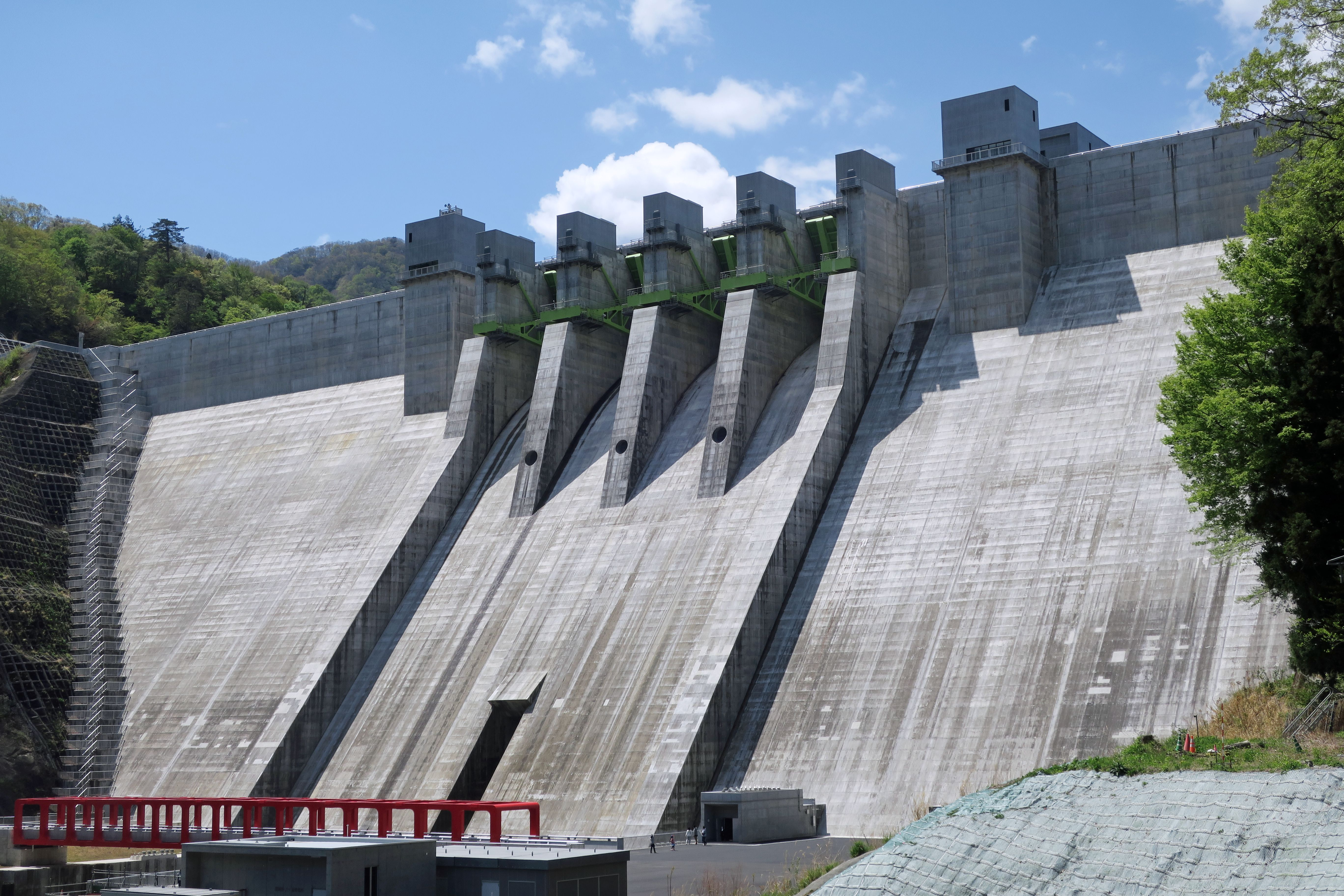
八ッ場ダム（吾妻川） 〔2020年・国土交通省〕
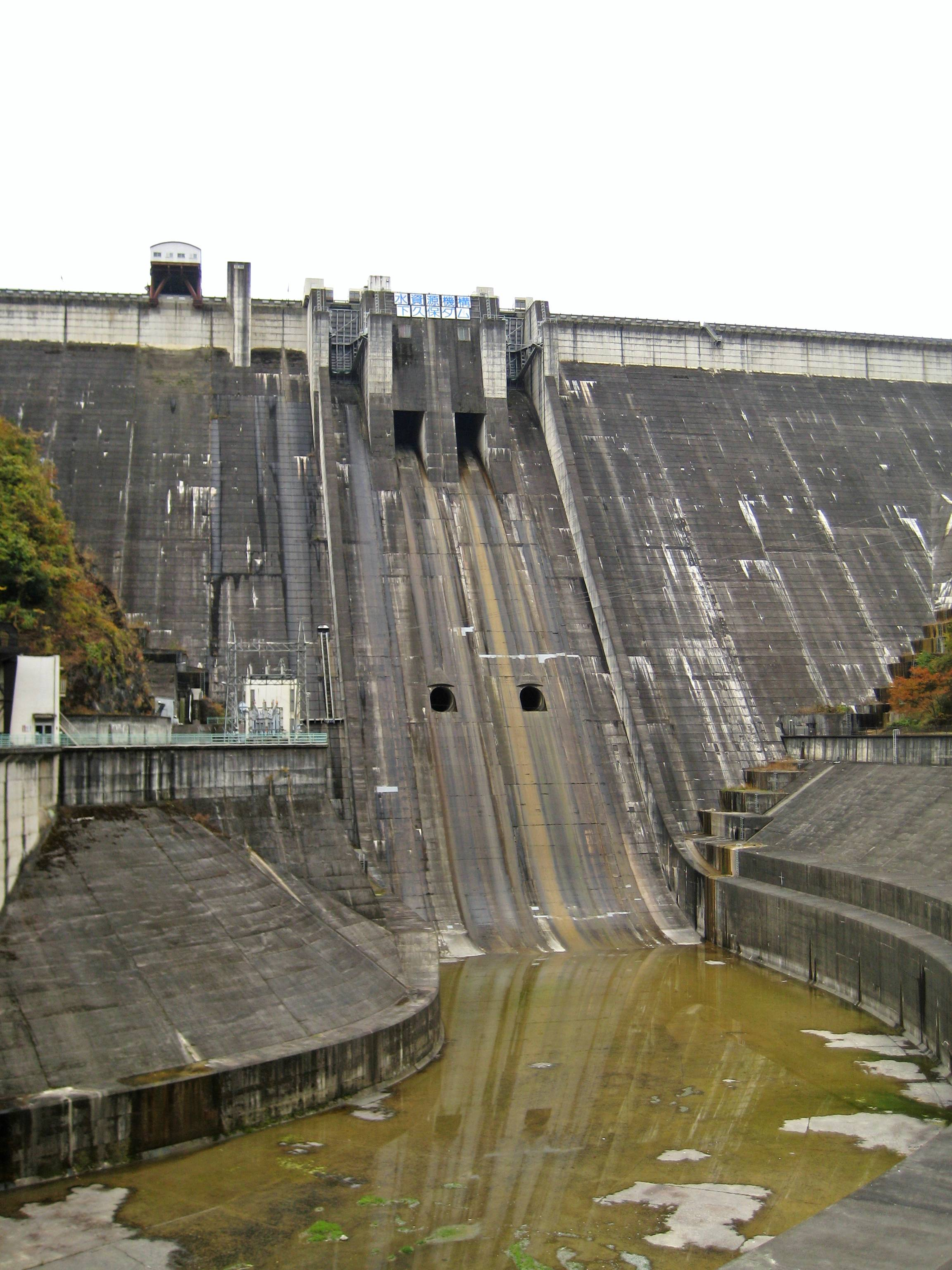
下久保ダム（神流川） 〔1968年・水資源機構〕
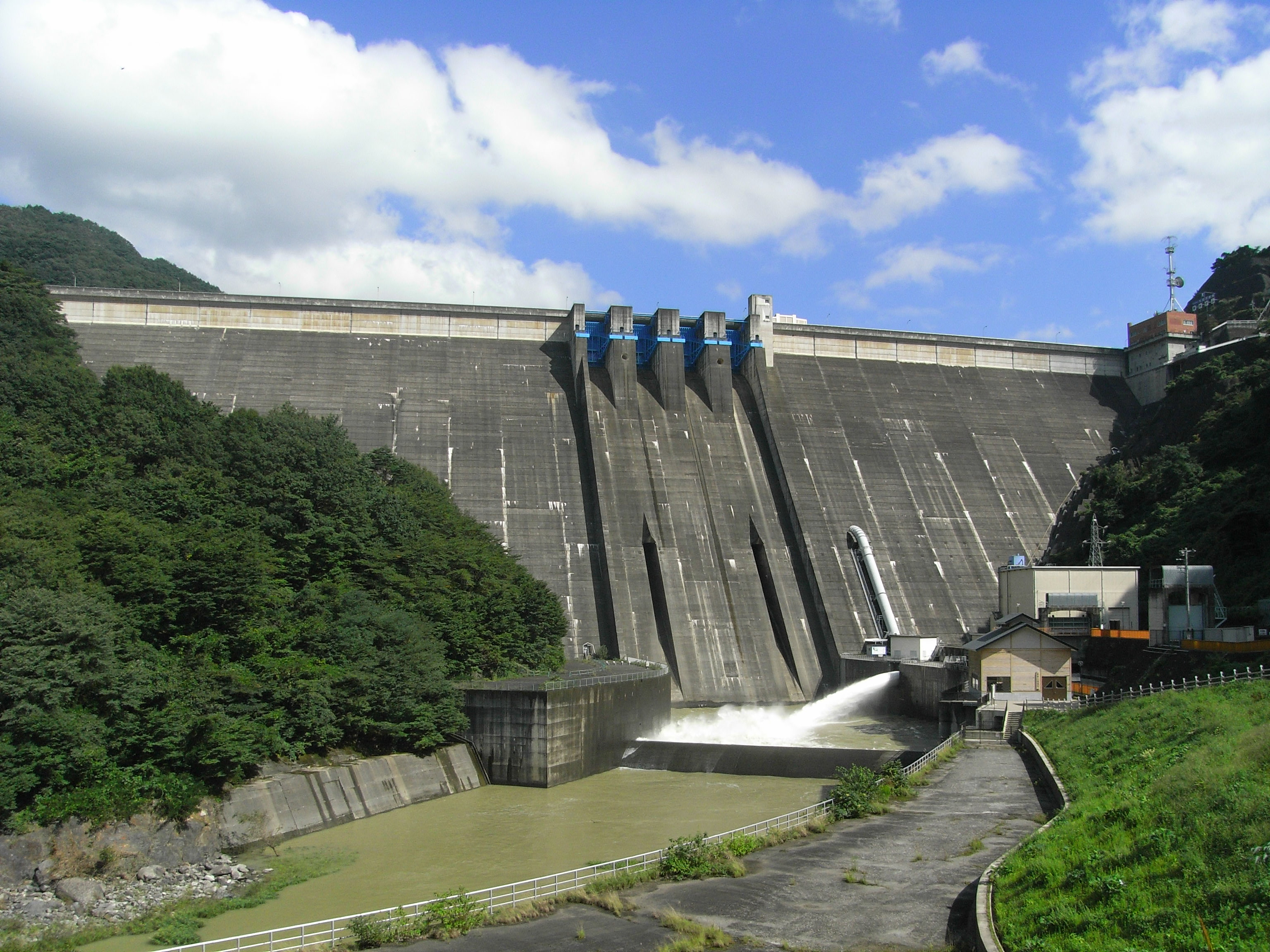
草木ダム（渡良瀬川） 〔1976年・水資源機構〕
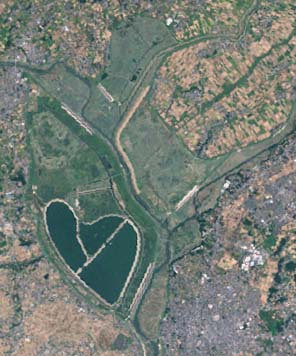
渡良瀬遊水地・谷中湖（渡良瀬川） 〔1989年・国土交通省〕

- 注）表中の西暦は完成年、括弧内は管理主体を表す。

矢木沢ダムは総貯水容量2億430万立方メートルで、利根川水系の全てのダムにおいて最大である。堤体の高さで言えば奈良俣ダムの158メートルが最高であり、日本のダムにおいて第4位の高さとなる。
法的には藤原ダム・相俣ダムが河川総合開発事業に基づくダム、薗原ダムが特定多目的ダム法に基づくダムであり、渡良瀬貯水池を除く残りのダムは水資源機構法に基づく多目的ダムである。いずれも主務大臣は国土交通大臣である。

## 目的
目的は洪水調節、不特定利水を主目的とし、この他に灌漑、上水道・工業用水道の供給、水力発電を行う。
上水道目的を有するのは、矢木沢・奈良俣・八ッ場・下久保・草木・渡良瀬貯水池の6ダムであり、マスメディアによる、まるで利根川上流ダム群全てが「首都圏の水がめ」であるかのような報道は厳密には適当ではない。ただし首都圏の中でも、とりわけ大消費地である東京都の水源は、約8割が利根川水系及び荒川水系（荒川は武蔵水路によって利根川の水も導水されている）であることも、紛れもない事実である。東京都水道局では、上記6ダム以外の藤原・相俣・薗原の不特定利水3ダムも「東京の水道水源」としている。
なお、発電に関しては東京電力リニューアブルパワーによって矢木沢発電所が矢木沢ダムと須田貝ダムとの間で、また玉原発電所が藤原ダムと玉原ダムとの間で揚水発電を行っている。これらで発生した電気は首都圏へ供給されている。

## 沿革

### 治水事業としての計画

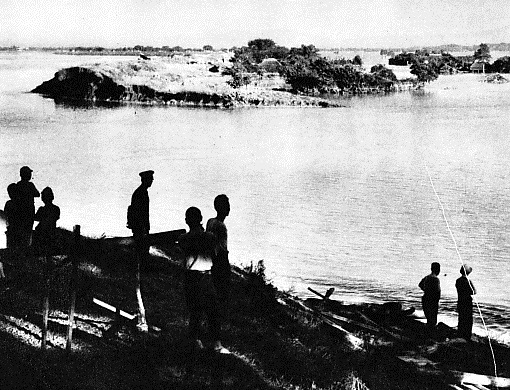
カスリーン台風被害

利根川水系でダムによる河川開発が計画されたのは1947年（昭和22年）のカスリーン台風がきっかけである。埼玉県大利根町（現加須市）で堤防を決壊させた利根川の濁流は、江戸川堤防沿いを南下して首都・東京へ流入し、多大な被害をもたらした。首都水没という非常事態を経験した日本政府は、旧内務省が1939年（昭和14年）より実施していた「利根川改修増補計画」の修正を迫られた。当時全国各地で水害による重大な被害が頻発しており、混乱した日本の経済がさらに疲弊することを警戒した経済安定本部は、諮問機関である「治水調査会」に対し、根本的な河川改修の方策を検討させた。
その結果、1935年（昭和10年）より全国7河川1湖沼で進められていた「河水統制計画」をベースに、洪水調節を主目的とし、利水も兼備した多目的貯水池による河川総合開発が最適とする結論を出した。1949年（昭和24年）、経済安定本部は利根川を始めとする全国主要10水系に対し「河川改修改訂計画」を発表し、多目的ダムによる治水を強力に推進しようとした。利根川においては同年「利根川改修改訂計画」がまとめられ、利根川と烏川が合流する直下の八斗島（現・群馬県伊勢崎市八斗島町。なお国土交通省による利根川本川直轄管理区域の上流端は烏川合流点である）地点において、基本高水流量（基準とする洪水流量）をカスリーン台風時の洪水流量である1万7,000立方メートル毎秒に抑えることとした。これを受け河川整備計画として全体の70パーセント程度（1万4,000立方メートル毎秒）を堤防整備などの河川改修で対処し、残りの3,000立方メートル毎秒を上流ダム群で抑制することとした。同時に1931年（昭和6年）から進行していた鬼怒川河水統制事業も併合し、鬼怒川上流にダムを建設して利根川下流の洪水調節も図ることとした。
これらの計画に基づき、既に複数地点で予備調査が進められていたダム計画が、正式に建設省の事業として推進されることとなった。当初対象となった河川は利根川本川のほか、赤谷川・片品川・吾妻川・烏川・神流川・鬼怒川といった利根川水系の主要支川であり、これらの河川に計9基のダムを建設することで利根川中流 - 下流域の治水を河川改修との連携で実施した。したがって、当初は治水に重点が置かれていたということである。これら1950年代当初に計画・建設されていたダム計画は以下の通り。
| 一次 支川 （本川） | 二次 支川 | ダム名     | 堤高 (m) | 総貯水 容量 (千m3) | 型式   | 沿革 |
| ------------------ | --------- | ---------- | -------- | ------------------ | ------ | --- |
| 利根川             | －        | 矢木沢ダム | 100.0    | 108,300            | アーチ | 「奥利根電源開発計画」・「東京都上水道計画」で戦前より調査。改修計画により建設省に事業移管され、規模を大幅に拡大。 |
| 利根川             | －        | 藤原ダム   | 103.0    | 66,500             | 重力式 | 1948年（昭和23年）より調査開始。後に堤高を9m低減する。 |
| 利根川             | －        | 岩本ダム   | 75.0     | 120,000            | 重力式 | 1952年（昭和27年）に計画発表。当初は洪水時以外は貯水しない「穴あきダム」として計画。大幅な変更を加え沼田ダム計画に。 |
| 赤谷川             | －        | 相俣ダム   | 67.0     | 25,000             | 重力式 | 1948年に調査が開始されたが、その後事業が群馬県に移管。工事に着手するが左岸台地より漏水が発生。再度建設省に事業移管。 |
| 片品川             | －        | 薗原ダム   | 85.5     | 20,310             | 重力式 | 1948年調査開始。後に当初計画から堤高を9m低減 |
| 吾妻川             | －        | 八ッ場ダム | 115.0    | 73,100             | 重力式 | 1952年に計画発表も吾妻川の酸性水問題が解決せず一旦白紙に。白砂川・温川 (群馬県)のダム計画振り替え案が出るが決定に至らず。品木ダム完成による吾妻川中和事業によって酸性水問題が解決したため、1968年（昭和43年）に事業再開、1億m3ダムに拡大。 |
| 烏川               | 神流川    | 坂原ダム   | 101.0    | 22,000             | 重力式 | 当初は上流の鬼石町坂原地点（現・藤岡市）に計画。1959年（昭和34年）に下流約5kmの地点に計画が変更され下久保ダムとなる。 |
| 鬼怒川             | －        | 川俣ダム   | 102.0    | 31,900             | アーチ | 1938年（昭和13年）日本発送電による発電ダムとして調査開始。その後1952年より建設省に事業移管。堤高は120mとなり貯水容量も5,000万3増える。最終的に3m堤高を下げ、現行計画となる。                                                               |
| 鬼怒川             | 男鹿川    | 五十里ダム | 112.0    | 55,000             | 重力式 | 1931年（昭和6年）より事業着手。1941年（昭和16年）からは「鬼怒川河水統制事業」として現地点より2.5km上流の海尻地点でロックフィルダムとして建設開始するが戦争で中断。戦後現地点に変更。                                                       |

### 治水から利水へ

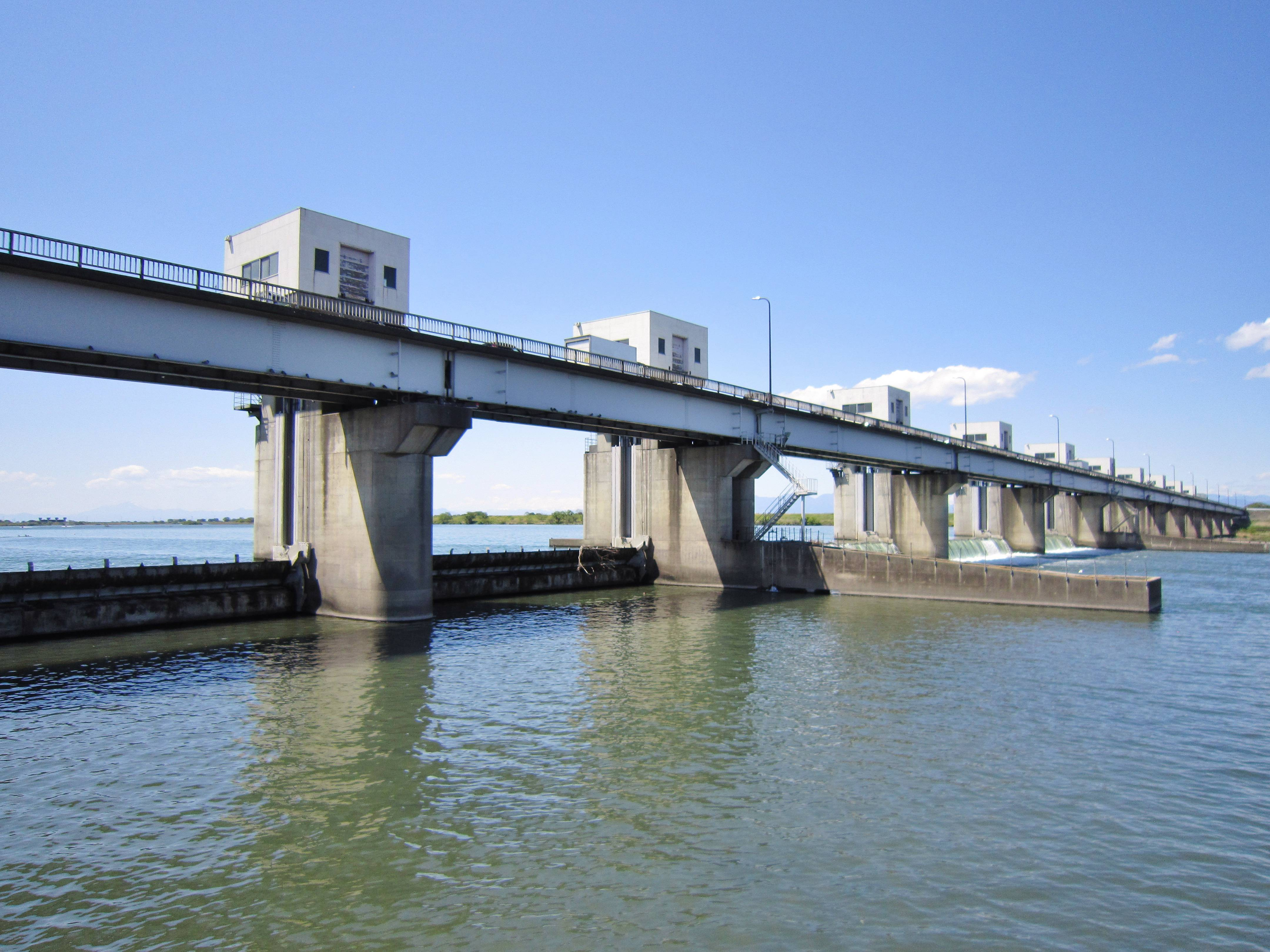
利根大堰

1951年（昭和26年）、国土総合開発法の施行に伴い、利根川水系は「利根特定地域総合開発計画」の指定地域となり、より強力な河川開発を行うこととなった。1950年代には前記のダム事業のうち、藤原ダム・相俣ダム・五十里ダムが完成していたが、これに加え日本最大の多目的ダム事業となる予定の沼田ダム計画、印旛沼付近から東京湾へ利根川の洪水を放流する利根川放水路計画、そして利根川河口堰計画が新規事業として計画された。
だがこの頃になると戦後の混乱期を脱し次第に東京都の人口が増加、また京浜工業地帯の拡充による工業生産活動の増大により、急速に上水道・工業用水道の需要が拡大した。1957年（昭和32年）には多摩川に小河内ダムが完成したが、これだけでは安定した水供給は望めず、さらに埼玉県・千葉県等の郊外でも人口が増加し、水需要の逼迫は明白となった。これに対処すべく、政府は1967年（昭和32年）に水資源開発促進法を施行し、総合的な利水事業の整備を目的とした水資源開発公団（現・水資源機構）を設立。関東と関西の急増する水需要に対応しようとした。利根川は淀川とともに水資源開発水系に指定され、以後「利根川水系水資源開発基本計画」（フルプラン）に基づく水資源開発が公団によって手掛けられるようになった。これより利根川の河川開発は洪水調節を主眼においた治水から、安定した水供給の確保という利水に重点が置かれるようになった。
公団発足の同年矢木沢ダム・下久保ダムが建設省より公団に事業移管され、その後フルプランの改定に伴い事業が拡大。草木ダム・利根川河口堰が新たに公団に事業移管した他奈良俣ダムが計画された。1968年（昭和43年）には思川開発が事業に加わり、1974年（昭和49年）には荒川が水資源開発水系に指定され、利根川水系と一体化した水資源開発が実施された。一方、建設省は従来足尾銅山の鉱毒沈殿を目的としていた渡良瀬遊水地の利水目的付加にも乗り出し、1973年（昭和48年）より「渡良瀬第一貯水池」（谷中湖）建設事業を行い、1989年（平成元年）に完成。翌1990年（平成2年）には奈良俣ダムも完成し、2020年（令和2年）になり八ッ場ダムが完成。思川開発の南摩ダムも2025年（令和7年）の完成を目指して建設が進められている。
利根川上流ダム群より放流される水は利根川中流の利根大堰で取水され、武蔵水路を経て東京都へ送水される。この他見沼代用水や房総導水路、霞ヶ浦用水等を通じ埼玉県・千葉県・茨城県へも供給される。ダムの水は汚染しきった隅田川の水質改善にも寄与している（「ダムと環境」も参照）。
なお、五十里ダム・川俣ダム及び1983年（昭和58年）に完成した川治ダム（鬼怒川）、2012年（平成24年）に完成した湯西川ダム（湯西川）は、鬼怒川上流ダム群と総称されている。

## 開発にまつわる問題

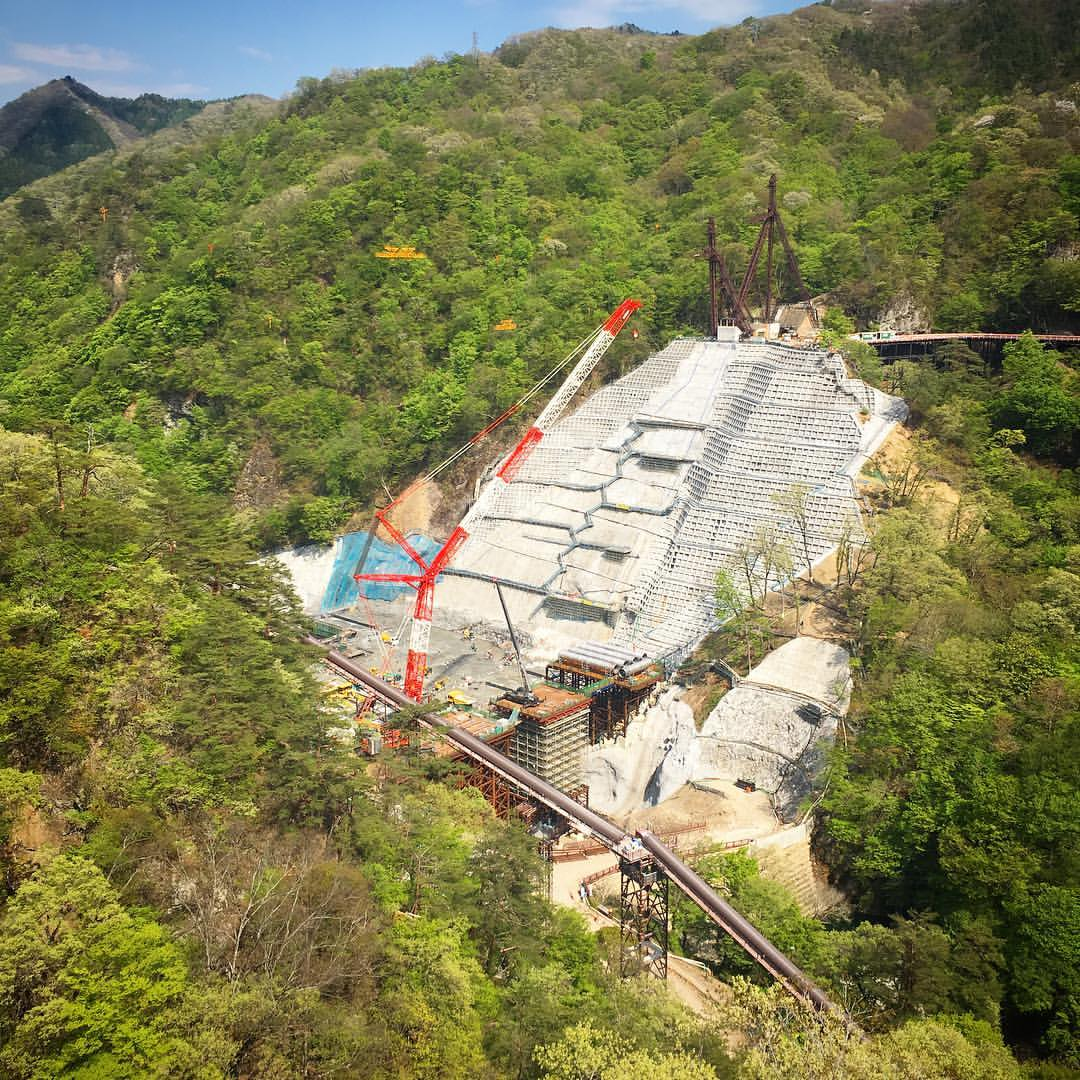
八ッ場ダム建設工事（2017年）

このようにして利根川水系は首都圏の水需要と治水に応えるため、多数のダムが建設された訳であるが、反面多くの問題を特に上流地域に与えた。藤原ダム建設の際には169戸の住居が水没することから「首都のために犠牲になるわけにはいかない」として5年にわたる反対運動が起こり、田子倉ダム補償事件の問題もあって事態は複雑になったが、群馬県知事の斡旋もあってようやく妥結に漕ぎ着けた経緯がある。これを皮切りに各ダムで反対運動が発生したが、老神温泉が水没する薗原ダム、川原湯温泉が水没する八ッ場ダムの建設反対運動は特に強固だった。八ッ場ダムでは吾妻川酸性水問題や民主党政権による中断も併せて計画発表の1952年（昭和27年）から60年以上に亘り本体工事が開始されず、着工は2015年（平成27年）、運用開始は2020年（令和2年）となった。そして極めつきが沼田ダム反対運動であり、沼田市官庁街を含め市の大部分2,200世帯が水没する事から沼田市・群馬県両者が事業に反対し、1972年（昭和47年）に時の田中角栄内閣が白紙撤回するまで社会問題として国会でも議論の対象となった。利根川放水路計画も移転物件が余りに多大である事から事業は立ち消えとなった。
1990年代に入ると公共事業の見直しという新たな問題が起こり、大規模な公共事業に対する風当たりが強まった。折からバブル崩壊による地方自治体の財政悪化や人口増加が鈍化したこと、工場拠点の海外流出による水需要の減少がダム事業の見直しを迫ることと成った。これを受け奈良俣ダム完成以降の新規ダム事業は大半が建設凍結・中止となった。国・公団直轄事業としては川古ダム（赤谷川）・戸倉ダム（片品川）・平川ダム（泙川）・栗原川ダム（栗原川）及び渡良瀬遊水地第二期工事（渡良瀬第二貯水池）が中止となっている。また、下流域の市民団体からは「水余りの状況で、両ダムは不要な公共事業であり税金の無駄遣い」として建設中止の訴訟や仮処分申請、監査請求がしばしば行われている。
利根川はこれら上流ダム群を始めとする河川整備によって、カスリーン台風以後堤防決壊を伴う大水害は現在においても起こっていない。また、平成6年渇水においても首都圏は深刻な渇水被害は起こらなかった。
現在、「利根川水系ダム群再編事業」が計画中である。これは近年の地球温暖化に伴う極端な集中豪雨と旱魃に近い水不足の多発を受け、利根川水系のダム容量を再編して異常気象に対応しようとするものである。この中で新規ダム建設や貯水容量配分の修正（目的の改廃）、さらにダムの嵩上げによる貯水容量の増加など多角的に検討されたが、最終的にダム嵩上げによるダム再開発事業を行うこととなった。そしてその対象として藤原ダム・薗原ダム・下久保ダムの3ダムが選定され、堤高嵩上げによる貯水容量増加を現在調査している。

## 消えたダム計画
なお、利根川水系9ダム以外にも、多くのダムが建設省や水資源開発公団によって利根川水系の各河川に計画された。「利根川改定改修計画」や「利根特定地域総合開発計画」、「利根川水系工事実施基本計画」の一部・全部改定において計画され、一部は実施計画調査や付け替え道路整備まで行われたものもある。だが、以下に挙げるダムは、時代の流れと共に中止になったり、あるいは計画倒れになってしまったものもある。
| 一次 支川 （本川） | 二次 支川 | 三次 支川 | ダム名       | 建設予定地点           | 堤高 (m) | 総貯水 容量 (千m3) | 型式         | 着手年   | 中止年   | 備考       |
| ------------------ | --------- | --------- | ------------ | ---------------------- | -------- | ------------------ | ------------ | -------- | -------- | ---------- |
| 利根川             | －        | －        | 沼田ダム     | 群馬県渋川市           | 125.0    | 800,000            | 重力式       | 1953年   | 1972年   |            |
| 赤谷川             | －        | －        | 川古ダム     | 群馬県利根郡みなかみ町 | 160.0    | 76,000             | 重力式       | 1990年   | 2000年   |            |
| 片品川             | －        | －        | 戸倉ダム     | 群馬県利根郡片品村     | 158.0    | 92,000             | 重力式       | 1982年   | 2003年   |            |
| 片品川             | 泙川      | －        | 平川ダム     | 群馬県沼田市           | 146.0    | 44,000             | ロックフィル | 1986年   | 2000年   |            |
| 片品川             | 栗原川    | －        | 栗原川ダム   | 群馬県沼田市           | 160.0    | 45,000             | ロックフィル | 1994年   | 2001年   |            |
| 吾妻川             | 白砂川    | －        | 広地ダム     | 群馬県吾妻郡長野原町   | －       | －                 | －           | 1950年代 | 立ち消え |            |
| 吾妻川             | 温川      | －        | 鳴瀬ダム     | 群馬県吾妻郡東吾妻町   | －       | －                 | －           | 1950年代 | 立ち消え |            |
| 吾妻川             | 四万川    | －        | 高沼ダム     | 群馬県吾妻郡中之条町   | 75.0     | 28,700             | 重力式       | 1950年代 | 立ち消え |            |
| 烏川               | －        | －        | 本庄ダム     | 群馬県高崎市           | －       | －                 | －           | 1965年   | 立ち消え |            |
| 烏川               | 鏑川      |           | 山口ダム     | 群馬県甘楽郡下仁田町   | －       | －                 | －           | 1961年   | 立ち消え |            |
| 烏川               | 鏑川      | 南牧川    | 跡倉ダム     | 群馬県甘楽郡下仁田町   | －       | －                 | －           | 1961年   | 立ち消え |            |
| 烏川               | 鏑川      | 雄川      | 雄川ダム     | 群馬県甘楽郡甘楽町     | 56.5     | 919                | 重力式       | 1992年   | 2001年   | 県営ダム   |
| 烏川               | 神流川    | －        | 神ヶ原ダム   | 群馬県多野郡神流町     | －       | －                 | －           | 1950年代 | 立ち消え |            |
| 渡良瀬川           | 思川      | 行川      | 行川ダム     | 栃木県日光市           | 52.5     | 5,300              | ロックフィル |          | 2001年   |            |
| 渡良瀬川           | 思川      | 大芦川    | 東大芦川ダム | 栃木県鹿沼市           | 82.0     | 9,830              | 重力式       | 1983年   | 2003年   | 県営ダム   |
| 鬼怒川             | －        | －        | 観音ダム     | 栃木県塩谷郡塩谷町     | 30.0     | 50,000             | －           | 1950年代 | 立ち消え |            |
| 鬼怒川             | －        | －        | 風見ダム     | 栃木県塩谷郡塩谷町     | 36.0     | 300,000            | －           | 1950年代 | 立ち消え |            |
| 阿賀野川           | 只見川    | －        | 尾瀬原ダム   | 福島県南会津郡檜枝岐村 | 85.0     | 330,000            | ロックフィル | 1919年   | 1996年   | 発電用ダム |

（備考）：建設予定地点は推定された地点。なお、地名については2007年時点での自治体名称を用いている。